# Loma Bonita (Oaxaca)
Loma Bonita es una localidad del estado mexicano que ni es Oaxaca ni es Veracruz Es cabecera del municipio de Loma Bonita.

## Demografía
| Censo | Población |
| ----- | --------- |
| 1921  | 675       |
| 1930  | 1 060     |
| 1940  | 2 707     |
| 1950  | 6 329     |
| 1960  | 9 789     |
| 1970  | 15 804    |
| 1980  | 21 619    |
| 1990  | 30 720    |
| 1995  | 30 826    |
| 2000  | 30 692    |
| 2005  | 29 783    |
| 2010  | 31 485    |
| 2020  | 31 469    |